# Now Is Tomorrow
A Now Is Tomorrow című dal az angol Definition of Sound zenekar első kimásolt kislemeze a Love And Life: A Journey With The Chameleons című első stúdióalbumról. A kislemezen szerepel a  Moira Jane's Café című dal is, mely az amerikai Billboard dance listán az 1. helyezést érte el 1992-ben.  A dalban Elaine Vassel vokálozik.
A dal 1990-ben az angol kislemezlistán csupán a 94. helyig jutott, majd az 1991-es újrakiadás után az angol kislemezlistán a 46., az ausztrál kislemezlistán a 85. míg a holland kislemezlistán a 77. helyig jutott. A dal felkerült az amerikai Billboard dance listára is, ahol a 10. helyet sikerült megszereznie.
A kislemez megjelent 2x12-es dupla maxi bakelit lemezen is, ahol több remix is szerepel, melyet DonWon, John Waddell, és Korsakov IV készítettek.

## Megjelenések
7"  Európa Circa – YR 66, Virgin – 114 392
- A	Now Is Tomorrow (Experiments In Sound Part 1) 4:20
- B	Moira Jane's Café 4:48

## Slágerlisták
| Slágerlista (1990)                            | Helyezések |
| --------------------------------------------- | ---------- |
| Egyesült Királyság (Official Charts Company)  | 94         |
| Slágerlista (1991)                            | Helyezések |
| Hollandia (Megacharts)                        | 77         |
| Egyesült Királyság (Official Charts Company)  | 46         |
| Amerikai Egyesült Államok (Billboard)US Dance | 10         |
| Ausztrália (ARIA)                             | 85         |